# Комиссия по лесному хозяйству Великобритании

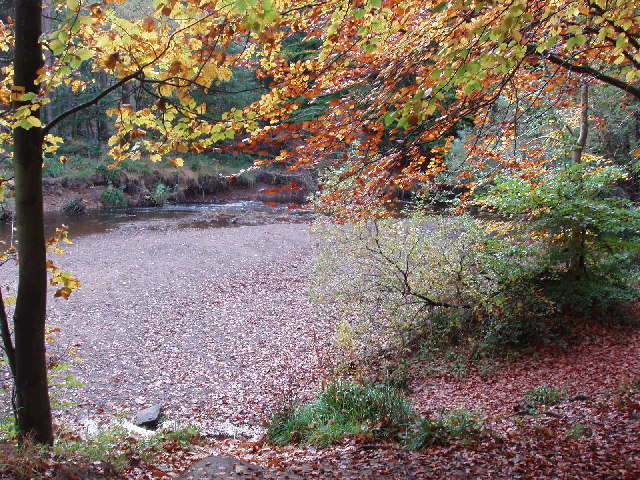
Лес Хамстерли (Hamsterley Forest)

Коми́ссия по лесно́му хозя́йству (англ. Forestry Commission) — британское неминистерское ведомство (правительственное ведомство, не являющееся министерством или его частью и напрямую не подотчетное какому-либо министру), отвечающее за лесное хозяйство этой страны. Образовано в 1919 году.

## История
Вопрос в создании подобного общенационального органа остро встал во время Первой мировой войны, когда британская армия остро нуждалась в поставках древесины. До этого времени леса бесконтрольно вырубались, и ресурсы стали стремительно уменьшаться, особенно в период промышленной революции. В 1916 году премьер-министр Герберт Асквит обратился к специально созданной комиссии под председательством сэра Фрэнсиса Акланда (Sir Francis Dyke Acland) с просьбой разрешить вопрос о восполнении лесных ресурсов. Изучив этот вопрос, комиссия пришла к выводу о необходимости создания соответствующего государственного органа, рекомендация была представлена в 1918 году уже следующему премьер-министру Великобритании — Дэвиду Ллойд Джорджу. Днём рождения ведомства стало 1 сентября 1919 года, когда вступил в силу акт о её создании.

## Задачи и структура
В ведении ведомства находятся 7 720 кв км территории Великобритании, из которых большая часть — 60 % относятся к Шотландии, 26 % к Англии и оставшиеся 14 % к Уэльсу. Задачи комиссии — заготовка и обеспечение древесины для нужд местной промышленности, лесопосадки в местах вырубок, содержание и создание условий для сохранения лесных ресурсов. Кроме того, ведомство регулирует вопросы лесоводства в национальном масштабе, в частности, занимается распределением расходов бюджета между частными лесными хозяйствами.
Управлением организации занимается Совет уполномоченных (англ. Board of Commissioners), состоящий из председателя и ещё до десяти членов (включая главного управляющего), назначаемых королевой. Права и обязанности Совета определены законодательным актом парламента. Комиссия также имеет руководящий Исполнительный комитет (англ. Executive Board), помогающий главному управляющему и главам региональных отделений.
Настоящая структура, разделяющая Комиссию на региональные ведомства в Англии, Шотландии и Уэльсе, начала действовать с 1 апреля 2003 года. Разделение позволило Комиссии сфокусироваться на мерах поддержки на местах, в то же время имея возможность урегулирования в национальном и межрегиональных масштабах. Каждый из регионов возглавляется управляющим, входящим в Совет уполномоченных. Стратегия развития и надзор за исполнением входят в компетенцию региональных советов — Совета уполномоченных Англии, Совета уполномоченных Шотландии и Совета уполномоченных Уэльса.